# Buddy Richard
Buddy Richard, né Ricardo Roberto Toro Lavín le 21 septembre 1943 à Graneros, est un chanteur et auteur chilien.

## Discographie
- Buddy Richard y sus amigos (1964)
- Buddy Richard en el Astor (1969)
- Quiera Dios (1971)
- Buddy (1974)